# Classe Neptune (vaisseau de ligne)
Pour la classe de cuirassés, voir classe Neptune.
La classe Neptune est une classe de vaisseaux de ligne de 2e rang armés de 98 canons, conçue pour la Royal Navy par l'architecte naval John Henslow. Les trois navires de la classe participèrent à la bataille de Trafalgar en 1805.

## Les unités de la classe
| Nom             | Chantier naval               | Commande        | Lancement         | Fin             | Tableau |
| --------------- | ---------------------------- | --------------- | ----------------- | --------------- | ------- |
| HMS Neptune     | chantier naval de Deptford   | 15 février 1790 | 28 janvier 1797   | détruit en 1818 |         |
| HMS Temeraire   | Chatham Dockyard             | 9 décembre 1790 | 11 septembre 1798 | vendu en 1838   |         |
| HMS Dreadnought | chantier naval de Portsmouth | 17 janvier 1788 | 13 juin 1801      | détruit en 1857 |         |